# Liste der Straßen und Plätze in Graal-Müritz
Die Liste der Straßen und Plätze in Graal-Müritz beschreibt das Straßensystem des Seeheilbades Graal-Müritz im Landkreis Rostock in Mecklenburg-Vorpommern.

## Legende
Die nachfolgende Tabelle gibt eine Übersicht über die vorhandenen Straßen und Plätze der Gemeinde sowie einige zugehörige Informationen. Im Einzelnen sind dies:
- Name/Lage: aktuelle Bezeichnung der Straße oder des Platzes. Die Lage (Geoposition) gibt etwa die Mitte der Straße oder des Platzes an
- Nicht mehr gültige Straßennamen sind kursiv. gesetzt
- Länge/Maße: gerundete Länge der Straße beziehungsweise Ausmaße des Platzes in Metern. Letztere werden in der Form a × b bei rechteckigen Anlagen oder a × b × c bei dreiecksförmigen Anlagen mit a als längster Kante angegeben. Der Zusatz ‚im Ort‘ gibt an, welche Länge die Straße innerhalb der Gemeinde Lubmin zurücklegt, sofern sie durch mehrere Gemeinden verläuft
- Namensherkunft: Ursprung des Namens
- Anmerkungen: weitere Informationen bezüglich ansässiger Institutionen, der Geschichte der Straße oder historischer Bezeichnungen
- Bild: Bild der Straße oder eines anliegenden Objektes

## Übersicht der Straßen und Plätze
| Name                           | Länge/Maße (in Metern) | Namensherkunft | Anmerkungen | Bild |
| ------------------------------ | ---------------------- | --- | --- | --- |
| Alexandrastraße (Lage)         | 0440                   | Alexandra von Hannover und Cumberland, die letzte Großherzogin des Landes Mecklenburg-Schwerin. Ihr Mann Friedrich Franz IV. stiftete unter anderem die finanziellen Mittel zum Bau der Lukaskirche. | Die Alexandrastraße verläuft parallel zur Kurstraße und endet an der Berliner Straße. | Alexandrastraße |
| Am Bahndamm (Lage)             | 065                    | nach der hier angrenzenden Bahnstrecke, die unter anderem von der Mecklenburgischen Bäderbahn bedient wird | Der Weg verbindet den Koppelweg mit dem Schwarzen Weg. Hier befindet sich der Haltepunkt Koppelweg. | Am Bahndamm |
| Am Erlengrund (Lage)           | 0540                   | Erlen, eine Pflanzengattung in der Familie der Birkengewächse | Der Weg verlängert die Straße An der Jugendherberge in Höhe des Teichweges in östlicher Richtung. Hier befindet sich eine der beiden Endhaltestellen der Mecklenburgischen Bäderbahn. Der Weg liegt südlich dieser Bahnstrecke; von hier aus besteht eine Verbindung zur Straße An der Büdnerei. | Am Erlengrund |
| Am Funkturm (Lage)             | 065                    | nach dem hier befindlichen Funkturm für Mobil- und Datenfunk | Die Straße endet von der Rostocker Straße in südlicher Richtung als Sackgasse. | Am Funkturm |
| Am Sonnenhof (Lage)            | 080                    | nach einem hier befindlichen Sanatorium Sonnenhof des jüdischen Besitzers Julius Salinger. Er wurde 1936 ausgewiesen, weil er Kinder unentgeltlich behandelte. | Die Straße endet von der Rostocker Straße in südlicher Richtung als Sackgasse. | Am Sonnenhof |
| Am Tannenhof (Lage)            | 0180                   | nach der angrenzenden Kinderklinik Tannenhof | Die Straße verbindet den Hufenweg mit der Strandstraße. Hier befindet sich die Verkehrswacht Graal-Müritz e. V. sowie die namensgebende Kinderklinik Tannenhof. Sie geht auf ein von Carl von Mettenheimer gegründetes Kinderhospital zurück. Der Leibarzt des Mecklenburgischen Herzogs entdeckte 1877 die heilklimatische Wirkung der Gemeinde und gründete 1884 an dieser Stelle das erste Kinderhospital der Ostsee. | Kinderklinik „Tannenhof“ |
| Am Wasserturm (Lage)           | 0880                   | Wasserturm, Bezeichnung für ein Betriebsgebäude der Wasserversorgung, das einen Hochbehälter zur Speicherung von (Trink-)Wasser besitzt | Der Weg verbindet den Lindenweg/Ecke Friedhofsweg mit der Bahnhofstraße/Ecke Birkenallee. Hier befindet sich der für die Straße namensgebende Wasserturm der Gemeinde. Er wurde 1913 fertiggestellt und versorgte die Gemeinde bis 1988 mit Trinkwasser. Sein Speichervermögen betrug 150 m³. In Verbindung mit der 1930 errichteten Kanalisation wurden die bis dahin genutzten Ziehbrunnen überflüssig. Baumeister war der spätere Ehrenbürger der Gemeinde Wilhelm Tiehl. Der 32 Meter hohe Turm ist seit 2005 in Privatbesitz und steht unter Denkmalschutz. | Wasserturm in der gleichnamigen Straße Am Wasserturm                                                                                                  |
| An der Büdnerei (Lage)         | 070                    | Büdnerei, altes Fischerhaus | Die Straße endet von der Langen Straße kommend als Sackgasse. Hier befindet sich der Budō Kyokai Graal-Müritz e. V. | An der Büdnerei |
| An der Jugendherberge (Lage)   | 0700                   | Jugendherberge, umgangssprachlich für eine preisgünstige, einfache Herberge | Die Straße verläuft in west-östlicher Richtung parallel zur Bahnhofstraße und endet am Kiefernweg. Hier sitzt der Anglerverband Ostseestrand Graal-Müritz e. V. | An der Jugendherberge |
| An der Schleuse (Lage)         | 065                    | nach der am Stromgraben befindlichen Schleuse mit einem neuen Schöpfwerk, um den Binnenhochwasserschutz zu verbessern. Bauherr war der Wasser- und Bodenverband Untere Warnow-Küste. | Der Weg ist eine Verlängerung des Buchenwegs in westlicher Richtung. Er führt bis zum Stromgraben und verläuft hinter der Schleuse weiter als Uferstraße. Über diese Straße besteht ein Zugang zu einer Kleingartenanlage. | An der Schleuse |
| August-Bebel-Straße (Lage)     | 0410                   | Ferdinand August Bebel (1840–1913), Mitbegründer der organisierten sozialdemokratischen Arbeiterbewegung in Deutschland | Die August-Bebel-Straße verbindet den Lindenweg mit der Langen Straße. Hier befindet sich eines der beiden Ärztehäuser der Gemeinde. Das Haus mit der Nummer 23 ist Sitz der Stiftung Graal-Müritz e. V., während in der Nummer 7 der Verein zur Förderung von Kunst und Kunstpädagogik ansässig ist. | August-Bebel-Straße |
| Badeweg (Lage)                 | 0150                   | Bad, das Baden in warmem oder kaltem Wasser, das in erster Linie der Reinigung dient, aber auch der Förderung der Gesundheit und des Wohlbefindens. | Der Badeweg verbindet die Straße Zur Seebrücke mit dem Nachtigallen- und dem Buchenkampweg. An der Straßenecke Zur Seebrücke befindet sich eine Büste zur Erinnerung an Rosa Luxemburg, deren Name die Straße Zur Seebrücke bis 1993 trug. | Badeweg |
| Bahnhofstraße (Lage)           | 0560                   | nach der hier verlaufenden Bahnlinie, welche die Gemeinde u. a mit dem Rostocker Hauptbahnhof verbindet | Die Straße verbindet die Lange Straße mit der Birkenallee. Hier befindet sich die einzige Kindertagesstätte Kinderland sowie die einzige Post der Gemeinde. Rechts neben dem Gebäude liegt eine Sporthalle. Im Haus 17D befindet sich der Förderverein zur Entwicklung und Erhaltung des Kirchenensembles Graal-Müritz e. V. | Kita in der Bahnhofstraße |
| Bahnhofsweg (Lage)             | 065                    | nach der hier verlaufenden Bahnlinie, welche die Gemeinde mit dem Rostocker Hauptbahnhof verbindet. Der Weg führt direkt auf einen Haltepunkt der Linie zu. | Der Bahnhofsweg verbindet die Rostocker Straße mit der Parkstraße. Eine westlich verlaufende Abzweigung verbindet den Weg über den Karl-Rettich-Weg mit der Schillerstraße. | Bahnhofsweg |
| Barsbüttler Ring (Lage)        | 0175                   | nach der Partnerschaftsgemeinde Barsbüttel, Kreis Stormarn in Schleswig-Holstein | Der Barsbüttler Ring zweigt von der Straße An der Jugendherberge im Süden ab und verläuft ringförmig, bis er wieder auf diese Straße trifft. Im Nordosten zweigt die Straße Klünersholz ab. | Barsbüttler Ring |
| Berliner Straße (Lage)         | 0265                   | Berlin, Bundeshauptstadt und Regierungssitz der Bundesrepublik Deutschland | Die Berliner Straße verbindet die Kurstraße mit der Alexanderstraße. Auf dem Eckgrundstück zur Alexandrastraße befindet sich ein Pflegeheim und Reha-Zentrum. | Berliner Straße |
| Bernsteinweg (Lage)            | 0115                   | Bernstein, umgangssprachlich für ein klares bis undurchsichtiges, meist gelbliches fossiles Harz unterschiedlicher Herkunft und Entstehungsgeschichte | Der Bernsteinweg zweigt vom Muschelweg ab und endet in einer Sackgasse. Der Straßenname wird für einen südlich davon gelegenen Straßenzug ebenfalls verwendet. Auch er endet in einer Sackgasse. | Bernsteinweg |
| Birkenallee (Lage)             | 0500                   | nach der Erstbepflanzung mit Birken | Die Birkenallee verbindet die Bahnhofsstraße mit der Ribnitzer Straße und ist Teil der Landstraße 22. Hier hat der Warnower Wasser- und Abwasserverband seinen Sitz. | Verbandshaus |
| Brückenweg (Lage)              | 065                    | nach der Brücke, die über den Fluss Stromgraben führt | Der Brückenweg verlängert den Heuweg in den Fischerweg und führt über den Stromgraben. Dieser Fluss wird nördlich des Brückenwegs in einem Bassin aufgestaut und über eine Schleuse in die Ostsee entwässert. | Brückenweg |
| Buchenkampweg (Lage)           | 0370                   | | Der Buchenkampweg ist die Verlängerung des Badewegs und führt bis zum Muschelweg. Am Weg befindet sich im Gebäude mit der Hausnummer 6 die Wirtschaftliche Vereinigung e. V. Graal-Müritz sowie ein Freizeit- und Erholungszentrum, das Aquadrom (gebaut 2002 bis 2004). Hier befand sich früher das Pionierlager Martin-Andersen-Nexö. | Buchenkampweg |
| Buchenweg (Lage)               | 065                    | Buchen, die einzige Pflanzengattung der Unterfamilie der Fagoideae innerhalb der Familie der Buchengewächse | Der Buchenweg ist der nördliche Abschluss des Rhododendronparks und verbindet die Parkstraße mit dem Weg An der Schleuse. Der Park wurde zwischen 1951 und 1961 vom Gartenbauarchitekten Friedrich-Karl Evert angelegt und ist neben der Parkanlage in Westerstede in Niedersachsen einer der größten seiner Art in Deutschland. | Buchenweg |
| Buhnenweg (Lage)               | 095                    | Buhne, wand- oder dammartiges Bauwerk zum Küstenschutz | Der Weg geht in östlicher Richtung vom Mittelweg ab und endet in einer Sackgasse. | Buhnenweg |
| Doktor-Bach-Weg (Lage)         | 0145                   | Wilhelm Bach, seit 1933 praktizierender Arzt in Graal-Müritz, der am 12. Februar 1945 an Typhus starb, nachdem er nach dem Zweiten Weltkrieg zuvor vielen Menschen in einem Quarantänelager in Graal-Müritz beigestanden hatte. | Der Doktor-Bach-Weg verbindet die Birkenallee mit dem Kiefernweg. | Doktor-Bach-Weg |
| Doktor-Bernateck-Straße (Lage) | 065                    | Friedrich Bernateck (1923–1999), absolvierte in Berlin eine Ausbildung zum Facharzt. Nach seiner Promotion 1950 war er von 1959 bis 1985 Ärztlicher Direktor und Chefarzt des Kliniksanatoriums Richard Aßmann sowie des Kindersanatoriums Tannenhof. Bernateck war als Dozent an der Universität Greifswald sowie den Medizinischen Fachhochschulen in Berlin und Rostock tätig.                                                          | Die Straße verbindet die Berliner Straße im Norden mit der Rostocker Straße im Süden. Sie liegt auf dem Sanatoriumsgelände und ist für den öffentlichen Straßenverkehr gesperrt. Die BVG erwarb das Bauland und errichtete hier von 1925 bis 1928 eine Kur- und Erholungseinrichtung mit eigener Gärtnerei und Viehwirtschaft für ihre Mitarbeiter. 25 Jahre später, am 9. September 1951, wurde aus der Anlage das Sanatorium Richard Aßmann. 1956 wurde es dem FDGB und 1962 dem staatlichen Gesundheitswesen zugeordnet. | Doktor-Bernateck-Straße |
| Doktor-Leber-Straße (Lage)     | 0400                   | | Die Doktor-Leber-Straße verbindet den Lindenweg mit der Langen Straße. Hier befindet sich ein sonderpädagogisches Förderzentrum Am Meer, welches am 1. September 1954 gegründet wurde. In der Hausnummer 8 befindet sich der Ortsverein zur Förderung für Lernbehinderte e. V. der Förderschule Graal-Müritz. | Förderzentrum am Meer |
| Doktor-Mettenheimer-Weg (Lage) | 0160                   | Carl von Mettenheimer, Landesmedizinalrat; Gründer des ersten Kinderhospitals Tannenhof an der Ostsee in Müritz. | Der Doktor-Mettenheimer-Weg verläuft zwischen Doktor-Bach-Weg und Schulweg, parallel zum Doktor-Sedl-Weg. Das Haus mit der Nummer 11 ist Sitz des Vereins für Philatelie. | Doktor-Mettenheimer-Weg |
| Doktor-Sedl-Weg (Lage)         | 0195                   | Karl-Georg Sedl (* 1917), wurde nach seinem Studium der Medizin an der deutschen Karls-Universität Prag und nach seiner Tätigkeit als Assistenzarzt am Kreiskrankenhaus in Chomutov 1945 aus der Tschechoslowakei ausgewiesen. Sedl arbeitete als leitender Arzt im Quarantänelager in Graal-Müritz und von 1946 bis 1990 als praktischer Arzt in der Gemeinde.                                                                            | Der Doktor-Sedl-Weg verläuft nördlich vom Doktor-Mettenheimer-Weg und verbindet ebenfalls den Doktor-Bach-Weg mit dem Schulweg. | Doktor-Sedl-Weg |
| Dünenweg (Lage)                | 0200                   | Düne, Erhebung aus Sand, die vom Wind angeweht und abgelagert wird. | Der Dünenweg verläuft parallel zur Küste und beherbergt eine Musikmuschel, ein überdachtes Gebäude, in der Konzerte stattfinden. Weiter westlich existiert eine Schwimmhalle, die zu einem Hotelkomplex gehört. Der Weg beginnt an der Straße Zur Seebrücke und endet am Felsenburgweg/Ecke Strandpromenade. | Musikmuschel |
| Erich-Kästner-Weg (Lage)       | 065                    | Emil Erich Kästner (1899–1974), deutscher Schriftsteller, Drehbuchautor und Verfasser von Texten für das Kabarett, der 1914 seine Sommerferien hier verbrachte. | Der Erich-Kästner-Weg verläuft von der Strandstraße in südlicher Richtung zum Hans-Fallada-Weg. | Erich-Kästner-Weg |
| Erlenweg (Lage)                | 065                    | Erlen, eine Pflanzengattung in der Familie der Birkengewächse | Der Erlenweg verläuft von der Kreuzung Friedhofsweg und Lindenweg in nördlicher Richtung zur Straße Zur Seebrücke. | Erlenweg |
| Ernteweg (Lage)                | 025                    | Ernte, Einbringen landwirtschaftlicher Gewächse und Früchte | Der Ernteweg zweigt am Weidenweg ab und endet in einer Sackgasse. | Ernteweg |
| Eulenweg (Lage)                | 0220                   | Eulen, eine Vogelart | Der Eulenweg zweigt in westlicher Richtung von der Straße Zur Eselswiese ab und endet in südlicher Richtung in einer Sackgasse. | Eulenweg |
| F.-K.-Evert-Weg (Lage)         | 065                    | Friedrich-Karl Evert, Gartenbauarchitekt aus Rostock, der den Rhododendronpark Graal-Müritz anlegte | Der Weg durchquert den Rhododendronpark parallel zum Buchenweg und liegt nördlich des Konzertpavillons. | F.-K.-Evert-Weg |
| Felsenburgweg (Lage)           | 065                    | | Der Weg verläuft vom Strand aus durch den Wald in Richtung Doktor-Leber-Straße. Ein weiterer, gleichnamiger Weg führt ebenfalls vom Strand aus zur August-Bebel-Straße. | Felsenburgweg |
| Fischerweg (Lage)              | 065                    | Fischer, eine den Fischfang ausübende Person | Der Fischerweg stellt die südöstliche Grenze des Rhododendronparks dar. Er verläuft parallel zur Parkstraße. Hier befindet sich eine Lyrik-Buche, die am 3. Juni 2011 anlässlich des 50. Jubiläums des Rhododendronparks eingeweiht wurde. Die Kurverwaltung bietet unter diesem Baum mittwochs Lesungen an. Auch Laien sind aufgefordert, den Ort für literarische Zwecke zu nutzen. | Lyrik-Buche im Fischerweg |
| Flunderweg (Lage)              | 065                    | Flunder, Plattfisch, der in den Küstengewässern Europas heimisch ist | Der Flunderweg verläuft vom Strand durch den Wald am Sportplatz vorbei und endet an der Doktor-Leber-Straße. | Flunderweg |
| Forellenweg (Lage)             | 0100                   | Forelle, Fischart aus der Gattung Salmo in der Familie der Lachsfische (Salmonidae) | Der Weg zweigt wie der Buhnenweg vom Mittelweg in östliche Richtung ab und endet in einer Sackgasse. | Forellenweg |
| Franz-Kafka-Weg (Lage)         | 065                    | Franz Kafka (1883–1924), deutschsprachiger Schriftsteller, der 1923 seine Sommerferien in der zu dieser Zeit noch eigenständigen Gemeinde Müritz-Ost verbrachte | Der Franz-Kafka-Weg verläuft parallel zur Strandstraße vom Strand in Richtung Köhlerwiese. | Franz-Kafka-Weg |
| Friedensstraße (Lage)          | 0180                   | Frieden, heilsamer Zustand der Stille oder Ruhe | Die Friedensstraße verbindet die Fritz-Reuter-Straße mit dem Lindenweg. Das Wohnhaus mit der Nummer 5 (ehemals „Charlotte“) steht unter Denkmalschutz. | Friedensstraße |
| Friedhofsweg (Lage)            | 0560                   | hier befindet sich der Friedhof der Gemeinde | Der Friedhofsweg verlängert den Lindenweg bis zur Kreuzung Ribnitzer Straße/Zur Seebrücke. Hier befinden sich auch der Friedhof der Gemeinde, ein Kriegerdenkmal aus dem Ersten Weltkrieg sowie ein Gedenkstein für Martin Luther (der jedoch die Gemeinde nie besuchte). | Gedenkstein |
| Fritz-Reuter-Straße (Lage)     | 0340                   | Fritz Reuter (1810–1874), bedeutender deutscher Dichter und Schriftsteller der Niederdeutschen Sprache | Die Fritz-Reuter-Straße verbindet die Parkstraße mit der Onkel-Bräsig-Straße und ist Standort der Bäderbibliothek, das ehemalige „Haus Ithaka“. Das Gebäude aus den Jahren 1905/1906 wurde von Rudolf Presber erworben, der hier von 1921 bis 1928 die Sommer verbrachte. Aus dieser Zeit stammt sein Roman „Ithaka“. Ihm wurde anlässlich seines 60. Geburtstages die Ehrenbürgerschaft der Gemeinde verliehen. Im Haus Ithaka lebte von 1963 bis 1969 der Romanautor Herbert Nachbar mit seiner Familie. Das Gebäude mit der Nummer 8 („Castle Mona“), Nummer 13 („Weidmannsruh“) sowie Nummer 15 (Hotel „Cecilie“) stehen unter Denkmalschutz. Die 1907 erbaute Villa Elise wurde ab 1920 zum Deutschen Volkserholungsheim (Devo-Kinderheim) Haus Frohsinn umgebaut. 1952 nutzte das Kreiskrankenhaus das Gebäude für Personen, die an Knochen-Tbc erkrankt waren. 1994 erfolgte ein Abbruch. An seiner Stelle befindet sich heute ein Alten- und Pflegeheim Lindenhof. | Fritz-Reuter-Straße 8 · Fritz-Reuter-Straße 13 · Fritz-Reuter-Straße 15 mit ehemaligem Hotel „Cecilie“ („K.-F.-Wander-Haus“)                          |
| Gänseweg (Lage)                | 095                    | Gänse, eine Unterfamilie der Entenvögel | Der Gänseweg zweigt in westlicher Richtung von der Doktor-Leber-Straße ab und stellt so eine direkte Verbindung zur August-Bebel-Straße her. | Gänseweg |
| Gartenstraße (Lage)            | 0260                   | nach den hier angrenzenden Kleingärten | Die Straße zweigt von der Rostocker Straße in südöstlicher Richtung ab und endet in einer Sackgasse. Hier befinden sich einige Kleingärten. | Gartenstraße |
| Ginsterweg (Lage)              | 035                    | Ginster, eine Pflanzengattung der Schmetterlingsblütler | Der Weg zweigt in nördlicher Richtung von der Straße Zur Koppenheide ab und endet an der Straße An der Jugendherberge. | Ginsterweg |
| Graaler Landweg (Lage)         | 2.050                  | Graal, Teil der Gemeinde Graal-Müritz | Der Graaler Landweg zweigt im Westen von der L 22 in Höhe der Birkenallee in den Wald ab und trifft nach rund 2 km an der Ribnitzer Straße ebenfalls wieder auf die L 22. Von hier aus besteht ein Fußweg zum Jagdschloss Gelbensande. | Graaler Landweg |
| Grüne Wiese (Lage)             | 0770                   | nach der hier gebauten Feriensiedlung Grüne Wiese | Die Straße liegt zwischen Hufenweg und Grünem Winkel und verläuft ringförmig mit einer Durchquerung in der Mittelachse. | Grüne Wiese |
| Grüner Winkel (Lage)           | 0400                   | nach der hier gebauten Bungalowsiedlung Grüner Winkel | Die Straße verläuft als Verlängerung der Strandstraße zunächst in südlicher Richtung, um anschließend in einem spitzen Winkel in den Pappelweg einzumünden. | Grüner Winkel |
| Hagebuttenweg (Lage)           | 055                    | Hagebutten, ungiftige Früchte verschiedener Rosenarten, besonders der Hundsrose | Der Weg zweigt von der Straße An der Jugendherberge in südlicher Richtung ab und endet in einer Sackgasse. | Hagebuttenweg |
| Hanning-Schuldt-Weg (Lage)     | 050                    | Johann (Hanning) Schuldt (1909–2000), seit 1928 Graaler Bürger, der sich in vielfältiger Weise um die Gemeinde verdient gemacht hat. Schuldt war seit 1970 stellvertretender Bürgermeister und setzte sich für die Erweiterung des Campingplatzes, des Straßennetzes sowie den Bau des Rhododendronparks ein. In seinem Ruhestand ab 1979 beschäftigte er sich mit der Heimatgeschichte des Ortes und wurde 1995 Ehrenbürger der Gemeinde. | Der Weg liegt im Rhododendronpark. Er beginnt am Zarnesweg in Höhe der Kurstraße und endet am Konzertpavillon. Dort führt er als F.-K.-Evert-Weg weiter zur Parkstraße. | Hanning-Schuldt-Weg |
| Hans-Fallada-Weg (Lage)        | 050                    | Pseudonym von Rudolf Wilhelm Friedrich Ditzen (1893–1947), einem der bekanntesten deutschen Autoren des 20. Jahrhunderts. Fallada wohnte von 1906 bis 1909 in der Gemeinde. | Der Hans-Fallada-Weg verbindet den Erich-Kästner-Weg mit dem Graaler Landweg. Er kreuzt den Radweg nach Klein-Müritz sowie die Ribnitzer Straße. | Hans-Fallada-Weg |
| Heckenweg (Lage)               | 020                    | Hecke, linienförmiger Aufwuchs dicht stehender, stark verzweigter Sträucher | Die Straße zweigt von der Straße Zur Koppenheide in südlicher Richtung ab und endet als Privatstraße und Sackgasse. | Heckenweg |
| Heidelbeerweg (Lage)           | 0300                   | Heidelbeere, Art in der Familie der Heidekrautgewächse | Der Weg verläuft u-förmig von der Straße Zur Koppenweide. Im Haus mit der Nummer 1 ist das Mandolinenorchester Graal-Müritz e. V. beheimatet. | Heidelbeerweg |
| Heuweg (Lage)                  | 1.450                  | Heu, getrocknete oberirdische Biomasse von Grünlandpflanzen (Gräser, Kräuter, Leguminosen) | Der Heuweg verläuft von der Waldschneise zur Uferstraße und durchquert die Rostocker Heide. | Heuweg |
| Holunderweg (Lage)             | 085                    | Holunder, Pflanzengattung in der Familie der Moschuskrautgewächse | Der Holunderweg zweigt in südlicher Richtung von der Straße Zur Koppenheide ab und endet in einer Sackgasse. | Holunderweg |
| Hufenweg (Lage)                | 0540                   | Huf, Horngebilde, welches bei Unpaarhufern das Zehenendglied umschließt | Der Hufenweg zweigt von der Straße Am Tannenhof ab, verläuft in nordwestlicher Richtung und endet am Strand. | Hufenweg |
| Karl-Lühnsdorf-Weg (Lage)      | 0344                   | | Der Weg verbindet die Rostocker Straße mit der Schillerstraße. | Karl-Lühnsdorf-Weg |
| Karl-Rettich-Weg (Lage)        | 0263                   | Karl Lorenz Rettich (1841–1904), Landschaftsmaler, der ab 1896 in einer von ihm hier gebauten Villa nebst Atelier lebte. | Der Weg verläuft in einem rechten Winkel auf den Karl-Lühnsdorf-Weg zu und verbindet die Parkstraße mit der Schillerstraße. | Karl-Rettich-Weg |
| Kastanienallee (Lage)          | 0430                   | Rosskastanien, eine Pflanzengattung in der Familie der Seifenbaumgewächse | Die Kastanienallee verbindet die Waldstraße in südlicher Richtung mit der Langen Straße und ist neben der August-Bebel-Straße der Standort des zweiten Ärztehauses der Gemeinde. Weiterhin befindet sich hier auch das Gemeindehaus Pniel sowie die evangelische Lukaskirche von 1908. | Kastanienallee |
| Katerstieg (Lage)              | 050                    | niederdeutsche Bezeichnung für einen schmalen Weg, der lediglich breit genug für einen Kater ist | Der schmale Weg verbindet die Kurstraße mit der Fritz-Reuter-Straße. Hier befindet sich eine Pflegeeinrichtung des Arbeiter-Samariter-Bundes. | Katerstieg |
| Kiebitzweg (Lage)              | 0135                   | Kiebitz, Vogelart aus der Familie der Regenpfeifer | Der Kiebitzweg verläuft in westlicher Richtung von der Kastanienallee über und geht an der Kreuzung Lerchenweg/Zur Eselswiese in den Eulenweg über. | Kiebitzweg |
| Kiefernweg (Lage)              | 0410                   | nach dem östlich angrenzenden Kiefernwald | Der Kiefernweg beginnt an der Ecke Bahnhofstraße/Birkenallee in südlicher Richtung und bildet den südlichen Abschluss des Ortsteils Graal. | Kiefernweg |
| Kirchsteig (Lage)              | 050                    | nach der nahegelegenen Lukaskirche sowie der Kirche St. Ursula | Der Kirchsteig verläuft von der Birkenallee aus in nordöstlicher Richtung und endet an der Ribnitzer Straße. Mit dieser Verbindung gelangt man von der evangelischen Lukaskirche zur katholischen Kirche St. Ursula. Auf Straßenschildern der Gemeinde wird er auch als Kirchsteigweg geführt. | Kirchsteig |
| Klünnersholz (Lage)            | 050                    | nach der angrenzenden, gleichnamigen Wiesenfläche Klünnersholz | Der Weg verlässt die Straße An der Jugendherberge in nördlicher Richtung und endet in einer Sackgasse. | Klünnersholz |
| Koppelweg (Lage)               | 0460                   | Koppel, ein eingezäuntes Stück Weideland für Pferde | Der Koppelweg verlässt die Lange Straße in südlicher Richtung und trifft dort auf die Straße Am Bahndamm. Hier befindet sich der gleichnamige Haltepunkt der Bahnstrecke von Graal-Müritz nach Rostock. | Koppelweg |
| Krabbenweg (Lage)              | 0140                   | Krabben, größte Infraordnung der Ordnung Zehnfußkrebse | Der Krabbenweg verbindet die Ribnitzer Straße mit dem Muschelweg. Er erschließt ein Siedlungsgebiet aus Einfamilienhäusern und Ferienwohnungen. | Krabbenweg |
| Kurstraße (Lage)               | 0580                   | Kur, eine „Rehabilitationsmaßnahme“ zur Vorsorge bei einer (geschwächten) Gesundheit oder der Unterstützung der Genesung bei Krankheiten und Leiden | Die Kurstraße beginnt im Nordwesten an der Abzweigung zur Parkstraße und mündet im Südosten in die Lange Straße/Ecke Rostocker Straße ein. Sie hieß einst Lange Straße, danach Adolf-Hitler-Straße und zur Zeit der DDR Ernst-Thälmann-Straße. In den Jahren 1994/1995 erfolgte eine umfassende Neugestaltung. Im Rahmen einer städtebaulichen Maßnahme wurde die Kurstraße als verkehrsberuhigte Geschäftszone neu gestaltet und sollte dabei aufgewertet werden. In der Straße befindet sich die einzige Bank der Gemeinde, die Ostsee-Sparkasse, das Heidesanatorium, eine Einrichtung des Arbeiter-Samariter-Bundes für Mutter-Kind-Kuren sowie einige denkmalgeschützte Gebäude (Nummer 5 – Geschäftshaus Giesela, Nr. 22, Nr. 25 – Wohn- und Geschäftshaus Grahl, Nummer 26 – Bäckerei, Nummer 38 – Haus Aurum, Nummer 39 – Hotel Alexandrine). In der Villa Flora aus dem Jahr 1890 wohnte die Lyrikerin Ida Heincke. | Kurstraße 22 · Kurstraße 5 · Kurstraße 38 |
| Lange Straße (Lage)            | 0520                   | nach ihrer ursprünglichen Ausdehnung als längste Straße der Gemeinde im 19. Jahrhundert | Die Lange Straße ist Teil der Landesstraße 22 und verbindet die Rostocker Straße mit der Bahnhofsstraße. Hier befinden sich der Bahnhof Graal-Müritz sowie in dem Gebäude mit der Hausnummer 8 die Freiwillige Feuerwehr von 1876. Die Gebäude mit den Hausnummern 4 (Haus Daheim), 11, 16 und 22/22a sowie 26 (ehemalige Büdnereien) stehen unter Denkmalschutz. Die Familie des Schriftstellers Hans Fallada wohnte von 1906 bis 1906 in einem 1753 erbauten Büdnerhaus. Das Haus ist nicht mehr erhalten; vielmehr befindet sich dort heute ein Neubau mit der Hausnummer 33. | Haus „Daheim“, Nummer 4 · Wohnhaus, Nummer 11 · Wohnhaus, Nummer 16 · Wohnhaus (ehem. Büdnerei), Nummer 22/22a · Wohnhaus (ehem. Büdnerei), Nummer 26 |
| Lerchenweg (Lage)              | 050                    | Lerchen, artenreiche Familie in der Ordnung der Sperlingsvögel | Der Lerchenweg zweigt vom Kiebitzweg in nördlicher Richtung ab, verläuft u-förmig und mündet weiter westlich in die Straße Zur Eselswiese ein. Im Haus Nummer 24 befindet sich ein Jugendclub. | Lerchenweg |
| Lindenweg (Lage)               | 0890                   | Linden, eine Pflanzengattung in der Unterfamilie der Lindengewächse | Der Lindenweg grenzt den Graal-Müritzer Wald zum Süden hin ab. Er wird in Höhe der Straße „Am Wasserturm“ vom Friedhofsweg verlängert. Im Lindenweg befinden sich eine Reha-Klinik sowie ein Sportplatz mit Jugendhaus. Der Platz wird unter anderem vom Sportverein TSV 1926 Graal genutzt. Das Haus Nummer 2 Min Hüsing steht unter Denkmalschutz. | Lindenweg 2 |
| Löwenzahnweg (Lage)            | 0230                   | Löwenzahn, eine Pflanze aus der Familie der Korbblütler | Der Löwenzahnweg verläuft parallel zur Südlichen Wiesenstraße. Er wird durch den Kiefernweg und den Weg Zur Koppenheide begrenzt und ist einer der Wege und Straßen, die Graal-Müritz in Richtung Süden zu den landwirtschaftlich genutzten Feldern abgrenzt. | Löwenzahnweg |
| Max-Hölz-Straße (Lage)         | 050                    | Max Hoelz (1889–1933), deutscher Kommunist | Die Max-Hölz-Straße verbindet die Rostocker Straße mit dem Karl-Rettich-Weg. Er ist Teil des Kliniksanatoriums, zu dem auch der „Bärenbrunnen“ gehört. Südwestlich des Weges liegt ein Kulturhaus. Dabei handelt es sich allerdings nicht um den Bau aus den 1920er Jahren. Dieser wurde 1971 durch einen Brand zerstört; ein Neubau wurde im März 1974 eingeweiht. | Max-Hölz-Straße |
| Mittelweg (Lage)               | 0725                   | Mittelpunkt, geometrisches Objekt | Der Mittelweg verläuft von der Ribnitzer Straße in einem rechten Winkel auf die Ostsee zu. Er verbindet die rechtwinklig von ihm angelegten Straßen Buhnenweg, Forellenweg, Möwenweg und Seesternweg mittig zur Ribnitzer Straße. Er dient damit als Zufahrtsweg zu einem neuen Siedlungsgebiet mit Einfamilienhäusern und Ferienwohnungen. | Mittelweg |
| Möwenweg (Lage)                | 0175                   | Möwen, eine Vogelfamilie innerhalb der Ordnung der Regenpfeiferartigen | Der Möwenweg verlässt den Krabbenweg in einem rechten Winkel in nordöstlicher Richtung und trifft dort auf den Mittelweg. | Möwenweg |
| Mühlenweg (Lage)               | 065                    | nach der hier stehenden Galerieholländer-Windmühle | Der Mühlenweg führt von der Langen Straße in südlicher Richtung und endet als Sackgasse. Hier befindet sich eine Galerieholländer-Windmühle aus dem Jahr 1852, in der bis in die 1950er Jahre Getreide gemahlen wurde. Es handelt sich um einen zweigeschossigen, achteckigen Backsteinbau mit einem darüber befindlichen Rumpf sowie einer Haube in Fachwerk. Sie wird seit den 1960er Jahren als Wohnhaus genutzt wird. Sie diente unter anderem Lyonel Feininger als Motiv. 1997 entstand auf dem Gelände der Neubau des Feuerwehrhauses. | Mühlenweg |
| Muschelweg (Lage)              | 0560                   | Muscheln, eine Klasse der Weichtiere | Der Muschelweg verlängert den Friedhofsweg in nordöstlicher Richtung. Er erschließt gemeinsam mit dem Krabbenweg ein Siedlungsgebiet bestehend aus Eigenheimen und Ferienwohnungen. | Muschelweg |
| Nachtigallenweg (Lage)         | 0410                   | Nachtigall, eine Vogelart aus der Ordnung der Sperlingsvögel | Der Weg führt von der Straße Zur Seebrücke bis zum Strand und wird vom Badeweg und dem Buchenkampweg gekreuzt. | Nachtigallenweg |
| Nördliche Wiesenstraße (Lage)  | 0190                   | Wiesen, landwirtschaftliches Grünland, die im Süden des Siedlungsgebietes angrenzen | Die Nördliche Wiesenstraße zweigt von der Straße Zur Koppenheide ab und führt zum Kiefernweg. Parallel hierzu verläuft die Südliche Wiesenstraße. | Nördliche Wiesenstraße |
| Onkel-Bräsig-Straße (Lage)     | 050                    | Romanfigur des mecklenburgischen Schriftstellers Fritz Reuter | Die Straße zweigt von der Kurstraße in nordwestlicher Richtung ab und endet an der Richard-Wossidlo-Straße. | Onkel-Bräsig-Straße |
| Ostseering (Lage)              | 1.180                  | Ostsee, europäisches Binnenmeer | Der Ostseering verzweigt sich kreuzförmig von der Kastanienallee in mehrere Straßenzweige auf. Am östlichen Ende befinden sich die Ostsee-Grundschule sowie die Greenhouse-School nebst Förderverein, eine allgemeinbildende Schule in freier Trägerschaft mit gymnasialer Oberstufe. Innerhalb des Ostseerings befindet sich auch ein Wohngebiet Ostseering, das in den Jahren 1975 bis 1979 erbaut wurde. So entstand eine Plattenbausiedlung mit 461 Wohnungen, eine Sporthalle, eine Kaufhalle sowie eine Schule, die polytechnische Oberschule Herbert Warnke, die heute als Real- und Grundschule genutzt wird. | Ostseering |
| Pappelweg (Lage)               | 0510                   | Pappeln, eine Pflanzengattung in der Familie der Weidengewächse | Der Weg verläuft fächerförmig zwischen mehreren Abzweigungen der Strandstraße und erschließt die Bungalowsiedlung Pappelweg und Grüner Winkel. | Pappelweg |
| Parkstraße (Lage)              | 0370                   | Park, eine nach den Regeln der Gartenkunst gestaltete größere Grünflächen, die der Verschönerung und der Erholung dienen | Die Parkstraße kreuzt die Kurstraße in nordöstlicher Richtung. Am Ende der Straße befinden sich das Heimatmuseum (Nummer 21) sowie ein Pflegeheim „Strandperle“. Das Haus „Wenden“ (Nummer 1), das Waldhotel von 1894 (Nummer 5) sowie das Pflegeheim (Nummer 19) stehen unter Denkmalschutz. Im Waldhotel – es gilt als das älteste Hotel im Graaler Bereich – verbrachte Robert Musil von 1906 bis 1908 den Sommer, als er seinen Roman „Der Mann ohne Eigenschaften“ schrieb. In der Pension „Waldperle“ (Nummer 9) aus 1890 verbrachte Walter Kempowski mit seiner Familie den Sommer. Im heutigen Heimatmuseum verbrachte Kurt Tucholsky 1920 seinen Sommer – vermutlich auf der Hochzeitsreise mit seiner Frau Else Weil. Das Museum verfügt über eine Dauerausstellung mit dem Titel „Vom Fischerdorf zum Seeheilbad“. Der erste Zeitraum beschreibt die Gründerzeit von 1328 bis 1880, der zweite die Zeit der Gemeinde im Dritten Reich. Der letzte Abschnitt befasst sich mit der Entwicklung von Graal-Müritz seit 1945. Weiterhin ist eine Galerie des Malers Joachim Weyrich zu sehen. 1896 erbaute der Maler Karl Rettich am südwestlichen Ende der Straße ein Haus im Jugendstil und verbrachte dort mit seiner Schwester Auguste die Zeit von April bis Oktober. | Senioren- und Pflegeheim in der Parkstraße 19 · Heimatmuseum · Parkstraße 5                                                                           |
| Philosophenweg (Lage)          | 050                    | Philosoph, ein Mensch, der danach strebt, Antworten auf die Fragen der Philosophie zu finden | Der Weg verläuft vom Sportplatz vorbei an einem Jugendzentrum zum Rhododendronpark. Er beginnt an der Waldstraße und endet an der Straße Zur Seebrücke. | Philosophenweg |
| Pilzweg (Lage)                 | 060                    | Pilze, eukaryotische Lebewesen, deren Zellen Mitochondrien und ein Zellskelett enthalten | Der Weg verläuft in südlicher Richtung von der Straße Zur Koppenheide und endet in einer Sackgasse. | Pilzweg |
| Poetenweg (Lage)               | 050                    | Poet, Verfasser von Poesie bzw. Gedichten | Der Poetenweg beginnt mittig des Kirchsteiges und führt zum Graaler Landweg. | Poetenweg |
| Ribnitzer Straße (Lage)        | 3.900                  | Ribnitz, ein Stadtteil von Ribnitz-Damgarten, bis 1950 eine selbständige Grenzstadt in Mecklenburg | Die Straße ist die Verlängerung der Birkenallee mit der Müritzer Straße und damit Bestandteil der Landstraße 22. Hier steht die katholische Kirche St. Ursula der Gemeinde. Der Innenraum wurde vom Bildhauer Paul Brandenburg gestaltet. Im Haus Nummer 21 befindet sich seit Mai 1998 die Gemeindeverwaltung. An dieser Stelle befand sich einst das erste Hotel der Gemeinde, das Haus Anastasia. Im Haus Nummer 3 befindet sich die Polizei und im Haus Nummer 11 das Jugend- und Sozialwerk Region Rostock gGmbH. Im Gebäude der Nummer 21 ist der Sportverein TSV Graal-Müritz von 1926 e. V. beheimatet. Das Gebäude mit der Nummer 7 (ein Kiosk) steht unter Denkmalschutz, ebenso das Hotel mit der Nummer 13 (Elfriede), sowie die ehemaligen Büdnereien in den Nummern 29, 47, 49, 55 und 57. Die Kinderkurklinik Tannenhof sowie das Hauptgebäude und die Häuser Möwe, Sturmeck, Seeblick sind, ebenso wie der Park und Gedenkstein für Carl von Mettenheimer ein eingetragenes Baudenkmal. Das Graal-Müritzer Kindersanatorium „Friedrich Franz Hospiz“ entstand 1883/1884 auf Initiative des Leibarztes des mecklenburgischen Großherzogs Carl von Mettenheimer in der Hausnummer 59. 1935 wurde es in „Tannenhof“ umbenannt. Hier schrieb Ruth Kraft den Roman „Gestundete Liebe“, in dem das Kindersanatorium als Handlungsort dient. Im Haus Nummer 49 wuchs der Kunstwissenschaftler Werner Timm auf. 2009 wurde eine Gedenktafel an seinem Elternhaus enthüllt. Der südlich angrenzende Ferienwohnpark Küstenwald befindet sich bereits auf dem Gebiet der Nachbargemeinde Gelbensande. | Ribnitzer Straße 7 · Rathaus der Gemeinde · Elternhaus Dr. Timm                                                                                       |
| Richard-Wossidlo-Straße (Lage) | 0400                   | Richard Wossidlo (1859–1939), Nestor der mecklenburgischen Volkskunde, als Mitbegründer der deutschsprachigen Volkskunde und bedeutsamer Feldforscher der Europäischen Ethnologie | Die Straße verbindet die Friedensstraße mit der Doktor-Leber-Straße. Im Haus mit der Nummer 2 sind der Förderverein Freunde der Heimatgeschichte e. V. sowie der Mal- und Zeichenzirkel Graal-Müritz zu finden. | Richard-Wossidlo-Straße |
| Rostocker Straße (Lage)        | 1.120                  | Rostock, norddeutsche Hansestadt an der Ostsee | Die Straße ist die Verlängerung der Torfbrücke mit der Langen Straße und ebenfalls ein Bestandteil der Landstraße 22. Das Reha-Zentrum mit Haus 1 (Hauptgebäude), Haus 2 (Kurmittelhaus), Haus 3 (Kardiologische Klinik), Haus 4 (Wohnhaus), Wohngebäude, Wachhaus stehen unter Denkmalschutz. Hier befinden sich ein Park mit Bärenbrunnen, ein Gedenkstein sowie eine Porträtbüste des SPD-Reichstagsabgeordneten Richard Aßmann. Im Gebäude mit der Hausnummer 3 befindet sich das Fremdenverkehrsamt „Haus des Gastes“ aus dem Jahr 1997; im Gebäude Nummer 3 der Kurpark- und Wirtschaftshof. Die Verbindung der Rostocker Straße in die Nachbargemeinde Rövershagen hieß im 19. Jahrhundert Chausseestraße und wurde 1906 bis Graal fertiggestellt. Ein Gedenkstein vor dem Heimatmuseum erinnert an diese Arbeit. | Reha-Zentrum in der Rostocker Straße 1 · Haus des Gastes · Stein zum Chausseestraßenbau                                                               |
| Rudolf-Presber-Weg (Lage)      | 050                    | Rudolf Presber (1868–1935), deutscher Schriftsteller, Dramatiker und Drehbuchautor, der 1921 in der Fritz-Reuter-Straße das „Haus Ithaka“ erwarb und dort in den Sommermonaten arbeitete | Der Weg führt vom Felsenburgweg in die Parkstraße. | Rudolph-Presber-Weg |
| Sachsenweg (Lage)              | 050                    | Freistaat Sachsen, Land im Osten der Bundesrepublik Deutschland | Der Sachsenweg beginnt am Graaler Landweg und endet in nordöstlicher Richtung in einer Sackgasse. | Sachsenweg |
| Schillerstraße (Lage)          | 0230                   | Johann Christoph Friedrich von Schiller (1759–1805) deutschsprachiger Dichter, Philosoph und Historiker | Die Straße verbindet den Karl-Rettich-Weg mit der Alexanderstraße. | Schillerstraße |
| Schulweg (Lage)                | 050                    | nach der hier im 19. Jahrhundert befindlichen Schule (auf der Höhe der ehemaligen Büdnerei VI an der Chausseestraße) | Der Weg beginnt am Kiefernweg, kreuzt den Poetenweg und endet an der Ribnitzer Straße. Er ermöglicht eine Verbindung von Müritz nach Graal, ohne dabei die stark befahrene Ribnitzer Straße nutzen zu müssen. | Schulweg |
| Schwanenberg (Lage)            | 0230                   | | Der Schwanenberg verlässt die Rostocker Straße in südlicher Richtung und endet in einer Sackgasse, die als Zufahrt zum Bahnhof Rostock-Torfbrücke dient. Der SSC Schach-Sport-Club Graal-Müritz e. V. befindet sich in Haus Nummer 6. | Schwanenberg |
| Schwarzer Weg (Lage)           | 0195                   | | Der Schwarze Weg ist die direkte Verbindung vom Weidenweg zum Weg Am Bahndamm. Hier befinden sich einige Kleingärten. | Schwarzer Weg |
| Seebrückenvorplatz (Lage)      | 40 × 30                | Promenade | Der Platz befindet sich am Ende der Straße Zur Seebrücke und bietet einen Zugang zur 1993 neu errichteten Seebrücke. Er wurde im Zuge städtebaulicher Maßnahmen von September 1994 bis November 1995 angelegt und war eine der wesentlichen Voraussetzungen für die Anerkennung der Gemeinde als Seeheilbad. Hier befindet sich die ehemalige DLRG-Rettungsstelle, die heute als Eiscafé genutzt wird. Der Platz ist in vier Felder gegliedert, die durch ein vierreihiges Kalksteinpflaster in vier mit Feldsteinen gepflasterte sogenannte „Kunstfelder“ aufgeteilt wurde. Sie zeigen auf einen Dünendurchgang westlich der Seebrücke, der im September 2012 noch nicht realisiert wurde. Der Platz ist nicht amtlich gewidmet. | Seebrückenvorplatz |
| Seesternweg (Lage)             | 0100                   | Seesterne, eine Klasse von Eleutherozoen innerhalb des Stamms der Stachelhäuter | Der Seesternweg verlässt den Muschelweg in östlicher Richtung und trifft dort auf den Mittelweg. | Seesternweg |
| Strandpromenade (Lage)         | 2.800                  | Promenade, Begriff für einen Spaziergang oder einen – zumeist für Spaziergänger – großzügig ausgebauten Bereich | Die Strandpromenade beginnt im Westen am Bootsliegeplatz und endet auf der Höhe des Hufenweges. Hier verläuft sie als Dünenweg – und damit als Teil der Ostseeküstenroute (D2) – weiter in Richtung Müritz. Auf der Promenade finden sich neun überdimensionale Modelle der Fauna und Flora der Ostsee, wie beispielsweise eine Miesmuschel. Sie gehören zu einer Serie GROßartige Flora und Fauna und sind Bestandteil eines Projektes Erlebnis Natur – Graal Müritz. Die Modelle wurden 2012 an der Promenade jeweils zusammen mit einer erläuternden Texttafel aufgestellt. Die Promenade entstand 1909 und nahm den Zusammenschluss der damals noch getrennten Gemeinden symbolisch vorweg. Von 1995 bis 2001 wurden insgesamt 2.800 Meter mit rotbuntem Betonrechteckpflaster ausgelegt. 560 Meter davon entstanden auf einem neu errichteten Sturmflutschutzdeich. | Strandpromenade · Modell einer Miesmuschel auf der Strandpromenade                                                                                    |
| Strandstraße (Lage)            | 1.070                  | Strand, ein flacher Küsten- oder Uferstreifen aus Sand oder Geröll | Die Strandstraße zweigt von der Ribnitzer Straße in nördlicher Richtung ab und endet am Ostseestrand. Hier befindet sich eine Einrichtung des Arbeiter-Samariter-Bundes Meeresbriese, in dem Mutter-Kind-Kuren angeboten werden. In der Straße ist ein Gedenkstein zum 100. Jahrestag der Befreiungskriege 1819–1913 aufgestellt, der unter Denkmalschutz steht. Daneben befindet sich eine Holzskulptur, die Klara von Assisi, Begründerin des Klarissenordens zeigt. Das Klarissen-Kloster in Ribnitz gilt als Begründer der Orte Graal und Müritz. Im Haus Glückauf (Nummer 6) verbrachte Franz Kafka seinen letzten Urlaub und begegnete dort Dora Diamant, die seinerzeit als junge Mitarbeiterin im Heim tätig war. Der parallel zur Strandstraße verlaufende Weg trägt zu seinem Gedenken seinen Namen. Im Haus Nummer 12 wohnte die Familie von Kafka im Haus Glückauf. Hier befindet sich heute ein Neubau. In der Villa Martha mit der Hausnummer 16 verbrachte Erich Kästner mit seiner Mutter und seiner Cousine 1914 den Sommer. Er beschreibt in seinem Buch „Als ich ein kleiner Junge war“ seine Erlebnisse in Graal-Müritz. 1935 entstand hier auch das Buch „Emil und die drei Zwillinge“. | Strandstraße · Klara von Assisi · Gedenkstein 1813–1913, Strandstraße                                                                                 |
| Südliche Wiesenstraße (Lage)   | 0220                   | Wiese, landwirtschaftliches Grünland | Die Südliche Wiesenstraße zweigt von der Straße Zur Koppenheide ab und führt zum Kiefernweg. Parallel hierzu verläuft die Nördliche Wiesenstraße. | Südliche Wiesenstraße |
| Teichweg (Lage)                | 085                    | Teich, ein künstlich angelegtes Stillgewässer von mäßiger Tiefe mit mindestens einem Zulauf und einem Ablauf, ohne Ausbildung einer stabilen Temperaturschichtung | Der Teichweg ist die südliche Verlängerung der Kastanienallee ab der Langen Straße Ecke Bahnhofstraße. Der Weg endet als Sackgasse an einem Teich. | Teichweg |
| Torfbrücker Weg (Lage)         | 0270                   | nach dem angrenzenden, gleichnamigen Ortsteil von Rostock, der Torfbrücke | Der Torfbrücker Weg zweigt von der Rostocker Straße ab und endet an der Kreuzung zum Bahnhofsweg/Ecke Karl-Lühnsdorf Weg. | Torfbrücker Weg |
| Uferstraße (Lage)              | 0550                   | Ufer, die an ein Gewässer unmittelbar anschließende Landfläche | Die Uferstraße verläuft parallel zur Küstenlinie und ist die Verlängerung der Straße An der Schleuse in westliche Richtung. | Uferstraße |
| Vollrath-Kirsch-Weg (Lage)     | 050                    | Hans Vollrath Kirsch, deutscher Schriftsteller und Schüler des Malers Carl Rettich. Er musste für sechs Wochen in ein KZ, weil er einer Reisegruppe in Graal-Müritz in den 1930er Jahren beim Besuch der Rostocker Heide empfahl, nicht mehr zwischen Reh und Hirsch zu unterscheiden, sondern es als „Rotwild“ zu bezeichnen. | Der Weg verläuft vom Strand zum Lindenweg. | Vollrath-Kirsch-Weg |
| Waldstraße (Lage)              | 0720                   | Die Straße verläuft durch den hier vorherrschenden Mischwald. | Die Waldstraße zweigt an der Kreuzung Lindenweg, Kastanienallee und Friedhofsweg in nördliche Richtung ab und endet in einer kreisförmigen Schlaufe an einem Tagungshotel. | Waldstraße |
| Weidenweg (Lage)               | 0300                   | Weiden, eine Pflanzengattung aus der Familie der Weidengewächse | Der Weidenweg zweigt vom Schwarzen Weg an und verläuft stufenförmig in Richtung der Langen Straße. Am Ende des Weidenwegs befindet sich eine Kleingartenanlage. | Weidenweg |
| Wendenweg (Lage)               | 050                    | Wenden, bezeichnet diejenigen Westslawen, die vom 7. Jahrhundert an große Teile Nord- und Ostdeutschlands besiedelten | Der Wendenweg verläuft parallel zur Ribnitzer Straße und liegt südlich der Tankstelle. Der Weg ermöglicht eine Verbindung vom Krabbenweg bis zur Straße Am Tannenhof unter Umgehung der Ribnitzer Straße. | Wendenweg |
| Wiedortschneise (Lage)         | 1.670                  | | Die Wiedortschneise zweigt an der Ecke Torfbrücke und Rostocker Straße in nordwestlicher Richtung ab und endet an der Ostsee. Hier liegt das Ostseecamp und Ferienpark Rostocker Heide. | Wiedortschneise |
| Zapfenweg (Lage)               | 0100                   | Zapfen, ähriger weiblicher Blütenstand und den sich daraus durch Verholzung entwickelnden Samenstand unter anderem von Nadelholzgewächsen | Der Weg beginnt an der Straße Zur Koppenweide und endet als Sackgasse. | Zapfenweg |
| Zarnesweg (Lage)               | 0410                   | | Der Zarnesweg führt von der Rostocker Straße über die Kurstraße durch den Wald zum Hundestrand. | Zarnesweg |
| Zur Eselswiese (Lage)          | 0210                   | | Die Straße verbindet den Lerchenweg mit der Langen Straße. | Zur Eselswiese |
| Zur Koppenheide (Lage)         | 0760                   | | Die Straße Zur Koppenheide verläuft parallel zur Straße An der Jugendherberge, biegt in Höhe der Nördlichen Wiesenstraße nach Norden ab und trifft dort auf ebendiese Straße. In der Nummer 66 ist der Verein der Haus- und Grundeigentümer e. V. ansässig. | Zur Koppenheide |
| Zur Seebrücke (Lage)           | 0670                   | Seebrücke, Bauwerk auf Holz- oder Beton-Pfählen, das vom Ufer einer Küste ins Meer oder in einen Binnensee hinaus erbaut wird | Die Straße verläuft von der Ecke Friedhofsweg und Ribnitzer Straße in Richtung Seebrücke. Hier ist die Ortsgruppe der Volkssolidarität beheimatet, die einen Seniorenclub sowie eine Begegnungsstätte unterhält. Das Gebäude entstand 1894 als Andenkenladen von Wilhelm Bartelmann und wurde 1983 bis 1989 zum Club der Volkssolidarität umgebaut. Die Häuser mit der Nummer 1, Nummer 4 (ehemalige Post), Nummer 8 (Haus Ina), Nummer 14 (Haus Elisabeth), Nummer 16 (Haus Buchengarten), Nummer 22 (Pension Klaus Störtebeker), Nummer 28 (Strandhotel) sowie Nummer 42 (ehemalige Seenotrettungsstation) stehen unter Denkmalschutz. Die Straße hieß bis 1993 „Rosa-Luxemburg-Straße“. Zur Erinnerung befindet sich an der Ecke Zum Badeweg eine Stele mit der Büste von Luxemburg. Vor 1996 befand sich hier auch das Rathaus der Gemeinde (heute in der Ribnitzer Straße) in einer ehemaligen Pension Miramare, (heute Haus Elmsfeuer). | Ehemalige Post in der Straße Zur Seebrücke 4 · Zur Seebrücke 28 · Zur Seebrücke 22 · Rosa-Luxemburg-Stele                                             |